# Diplycosia schramii
Diplycosia schramii är en ljungväxtart som beskrevs av Herman Otto Sleumer. Diplycosia schramii ingår i släktet Diplycosia och familjen ljungväxter. Inga underarter finns listade i Catalogue of Life.